# Сорочиця чорноспинна
Сорочиця чорноспинна (Cracticus mentalis) — вид горобцеподібних птахів родини ланграйнових (Artamidae).

## Поширення
Вид поширений на північному сході Австралії (край півострова Кейп-Йорк) та вздовж південно-східного узбережжя Нової Гвінеї (регіон південніше річки Флай та район навколо міста Порт-Морсбі). Живе у трав'янистих і чагарникових саванах з наявністю ізольованих дерев.

## Опис
Птах середнього розміру, завдовжки 25—28 см, вагою 74—100 г. Це птах з міцною статурою, довгим квадратним хвостом, великою прямокутною головою, міцним дзьобом з трохи загнутим кінчиком верхньої щелепи. Оперення чисто біле на горлі, боках шиї, грудях, животі, стегнах і під хвостом. Верх голови, щоки, спина та хвіст чорні. Крила білі з чорними маховими перами, і першорядні криючі крил білі з чорними краями. Ноги темно-сірі, очі темно-карі, а дзьоб синювато-сірий з чорнуватим кінчиком.

## Спосіб життя
Трапляється поодинці або у дрібних сімейних зграях. Проводить більшу частину дня сидячи на високому дереві, вишукуючи поживу. Всеїдний птах. Живиться великими комахами та іншими безхребетними, дрібними хребетними, яйцями птахів і плазунів, фруктами, ягодами, нектаром. Сезон розмноження триває з серпня по квітень. Утворює моногамні пари. В період розмноження дуже територіальний. Чашоподібне гніздо будує на гілках дерев. У кладці 2-4 зеленувато-сірих яйця з коричневими цятками. Інкубація триває 25 днів. Пташенят доглядають обоє партнерів.

## Підвиди
- Cracticus mentalis mentalis Salvadori & d'Albertis, 1875 — номінальний підвид, поширений в Новій Гвінеї;
- Cracticus mentalis kempi Mathews, 1912 — поширений у Квінсленді.